# Формфактор (физика)
Формфа́ктор — функция, описывающая влияние протяжённости частицы на её взаимодействие с другими частицами и полями. 
Этот термин возник из теории рассеяния рентгеновских лучей, где он определяет амплитуду рассеянных лучей. Эта функция определяется следующим образом:
{\displaystyle F({\vec {q}})=\int \exp(i({\vec {q}}\cdot {\vec {r}}))n({\vec {r}})d{\vec {r}}}
где {\displaystyle n({\vec {r}})} — плотность электронного облака, {\displaystyle {\vec {q}}} — вектор обратного Фурье-пространства по отношению к {\displaystyle {\vec {r}}}